# トラコドン
トラコドン（Trachodon）はカモノハシ恐竜とも呼ばれ、白亜紀末期（約6600万年前）に生息していた、体長9m以上の植物食性恐竜。名称は「荒々しい歯」・「粗雑な歯」を意味するギリシャ語より。顎の化石の一部により命名・学術記載された。ハドロサウルス類に含まれる。現在は「トラコドン」の呼称は廃棄されている。

## 概要
かつては、水生動物で、足には水かきがついており泳ぎがうまく、敵が来ると素早く水中に逃げたと推測されていた。尾が縦に平たいので水をこぐオールの役目を果たしたと考えられ、手足に水かきの痕跡があったように見られたためである。1970年代頃までの書籍では、トラコドンを水生恐竜として描写した説明や図が普通であった。
しかし1970年代以降に恐竜研究に革命的な進展をもたらしたロバート・バッカーは、ハドロサウルス類の尾の構造は水中での推進用には向いておらず、水かきと見えたものは陸地を効果的に歩くための肉球状の器官が、恐竜の死後に乾燥化により変形したものの誤認であるとして、実際は陸生動物であったと主張した。その後彼の説が認められ、ハドロサウルス類は陸生恐竜であったとするのが有力な見解となっている。
現在では、より完全な化石が発掘・記載されている別種のカモノハシ竜（アナトティタン Anatotitan）のシノニム（同種異名記載）と考えられており、「トラコドン」の名は用いられない。